# Salva Maldonado
|  | No s'ha de confondre amb Lola Salvador Maldonado. |

Salvador Maldonado i Ruiz (Barcelona, 13 d'abril de 1959), més conegut com a Salva Maldonado, és un entrenador de bàsquet català nascut a Barcelona. És cunyat de Joan Plaza, que també és entrenador de bàsquet.

## Trajectòria esportiva
- Escola Betsaida.
- Col·legi Pare Manyanet.
- 1990-91 Joventut de Badalona Cadet.
- 1990-91 Joventut de Badalona Junior. Entrenador ajudant. Pedro Martínez Sánchez.
- 1991-94 TDK Manresa. Entrenador ajudant. Pedro Martínez Sánchez.
- 1994-97 TDK Manresa.
- 1997-98  Caja San Fernando, el 12/03/98 és donat de baixa i substituït per José Alberto Pesquera.
- 1999-00 ACB. Tau Ceràmica, El 1999.11.27 és donat de baixa i substituït per Julio Lamas
- 2000-01 LEB. Minorisa.net Manresa.
- 2001-03 LEB. Club Ourense Baloncesto.
- 2004.01.02 LEB. CB Tarragona. Substitueix a Pep Claros.
- 2004-05 LEB. CB Tarragona.
- 2005-09 ACB. Kalise Gran Canària.
- 2009-11 ACB. Baloncesto Fuenlabrada. Entra a la jornada 16.[1]
- 2011-16 ACB. Joventut de Badalona[2][3][4]

## Palmarès
- Campió de la Copa del Rei de l'any 1996 amb el TDK Manresa.